# Mantispa nubila
Mantispa nubila is een insect uit de familie van de Mantispidae, die tot de orde netvleugeligen (Neuroptera) behoort. 
Mantispa nubila is voor het eerst wetenschappelijk beschreven door Stitz in 1913.